# Chiesa di San Tomaso in Terramara
San Tommaso in Terramara o in Terramala è una chiesa cattolica di Milano di antica fondazione, situato nel centro storico, in via Broletto. È rettoria della parrocchia di Santa Maria del Carmine dell'arcidiocesi di Milano e cappellania della comunità dei fedeli filippini milanesi.

## Storia
Le prime notizie della chiesa e della parrocchia si hanno già dall'XI secolo ed appare nell'elenco delle parrocchie del sestiere di Porta Comasina. Della origine della singolare dicitura in terramara non si trova una spiegazione certa e diverse sono le ipotesi, ma vale la pena ricordare quanto il conte Giorgio Giulini, storiografo milanese del XVIII secolo, scriveva:
«Vediamo altresì che si trova dentro la città un sito chiamato Terra mala, da cui ha preso la denominazione la chiesa di san Tomaso soprannominata in terra mala, ora corrottamente in terra mara. Si può stabilire sicuramente che il sito della città, chiamato fin dal secolo XI Terra mala, abbia dato il soprannome alla chiesa di san Tomaso; per qual ragione poi quel sito così venisse addomandato, io non so dirlo, perché i motivi che volgarmente se ne adducono, non sono appoggiati ad alcun sodo fondamento».
Il Latuada, nella sua Descrizione di Milano (1738) riferisce quella che potrebbe essere una convincente spiegazione, ovvero che essendo la chiesa di San Tomaso nelle antiche carte spesso citata con due nomi diversi, San Tommaso in Cruce de Sigeriis o, come più spesso si troverà nei secoli più tardi, in Cruce Sichariorum, la chiesa potrebbe essere stata la medesima e che, nata come cappella privata della famiglia dei Sigerii, potrebbe essere stata vicina al luogo dove si eseguivano le condanne a morte dei criminali: da qui l'appellativo in Terra Mala, dal chiaro significato.
Per curiosità un'antica leggenda milanese narra che il nome derivi da un episodio in cui Giovanni Maria Visconti, furioso in seguito al rifiuto del parroco della chiesa di seppellire il corpo di un uomo la cui vedova non aveva i mezzi per pagare il compenso al prete, fece seppellire lo stesso prete da vivo nella bara destinata al defunto nel cimitero della chiesa: da qui sarebbe stato originata la dicitura di San Tomaso in Terra Amara o Terra Mala, poi contratto in Terramara o Terramala.
Verosimilmente la dicitura parrebbe essere stata apposta nell'XI secolo da popolazioni sfuggite alle invasioni barbariche di quegli anni e rifugiati nella città di Milano: a memoria delle terre da cui provenivano avrebbero chiamato quell'area Terra Amara o Terra Mala.

## Arte e architettura

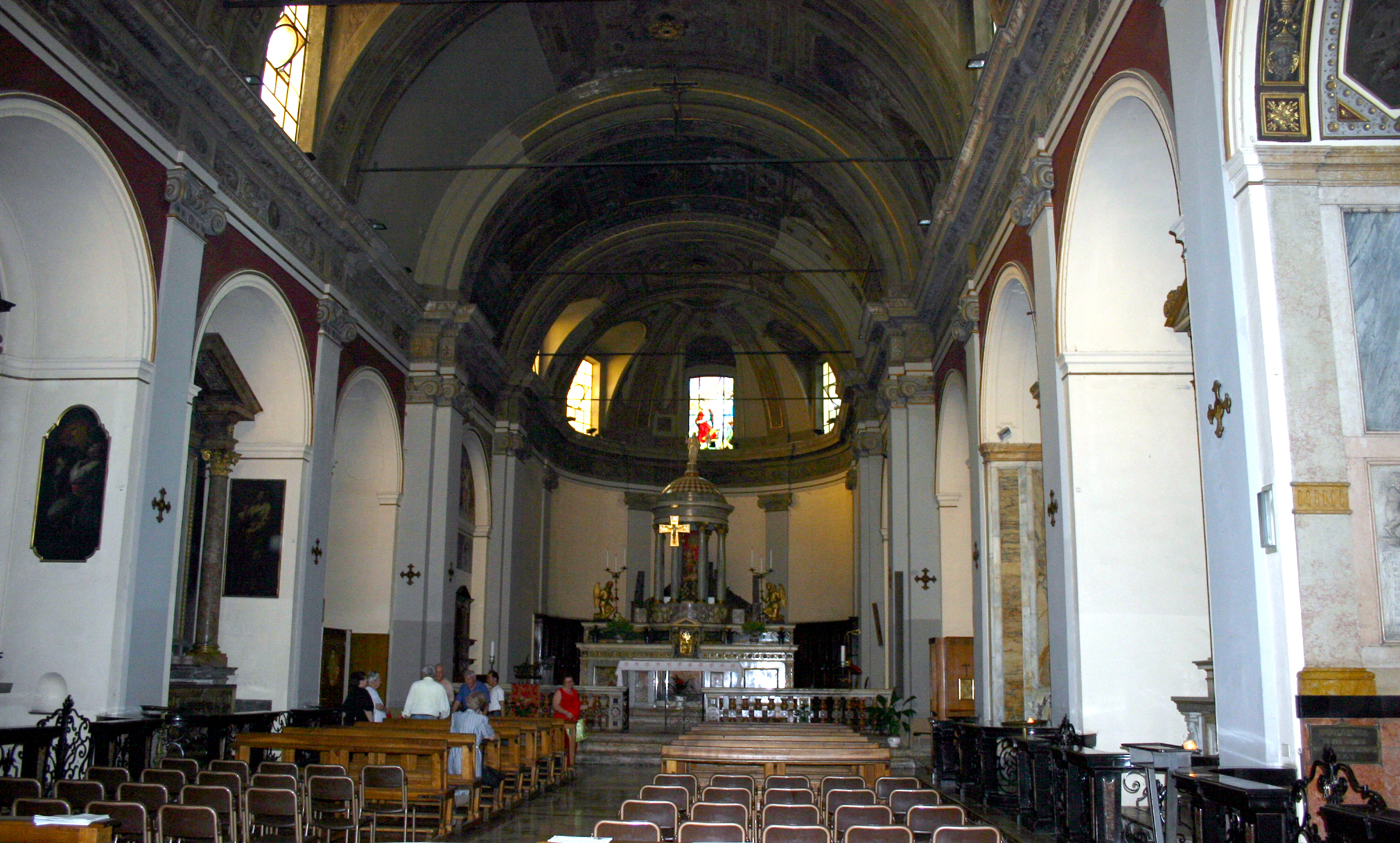
Interno

Della chiesa originaria non rimane oggi nulla: la struttura odierna è un misto tra interventi seicenteschi e neoclassici. La facciata in pietra calcare fu costruita tra il 1825 e il 1827 da Girolamo Arganini e rappresenta una delle possibili tipologie di chiese neoclassiche: essa è introdotta da un pronao esastile di ordine ionico sorreggente un frontone triangolare che nasconde parzialmente il finestrone semicircolare.
La chiesa si presenta all'interno con una pianta longitudinale ad un un'unica navata che si conclude sull'abside semicircolare che contiene l'altare neoclassico di Giuseppe Zanoia risalente al 1779. Tra le varie pale d'altare nella chiesa si segnala Gloria di San Carlo Borromeo attribuito a Giulio Cesare Procaccini (1610).
Nella prima cappella di destra è da segnalare la Statua della Vergine traslata in San Tomaso nell'anno 1887: la statua, sul cui capo è poggiata una corona posta da San Carlo Borromeo, era originariamente ospitata in San Nazaro in Pietrasanta e fu qui trasferita dopo la demolizione di quella chiesa con una grande processione la notte del 15 dicembre 1887.

## Galleria d'immagini

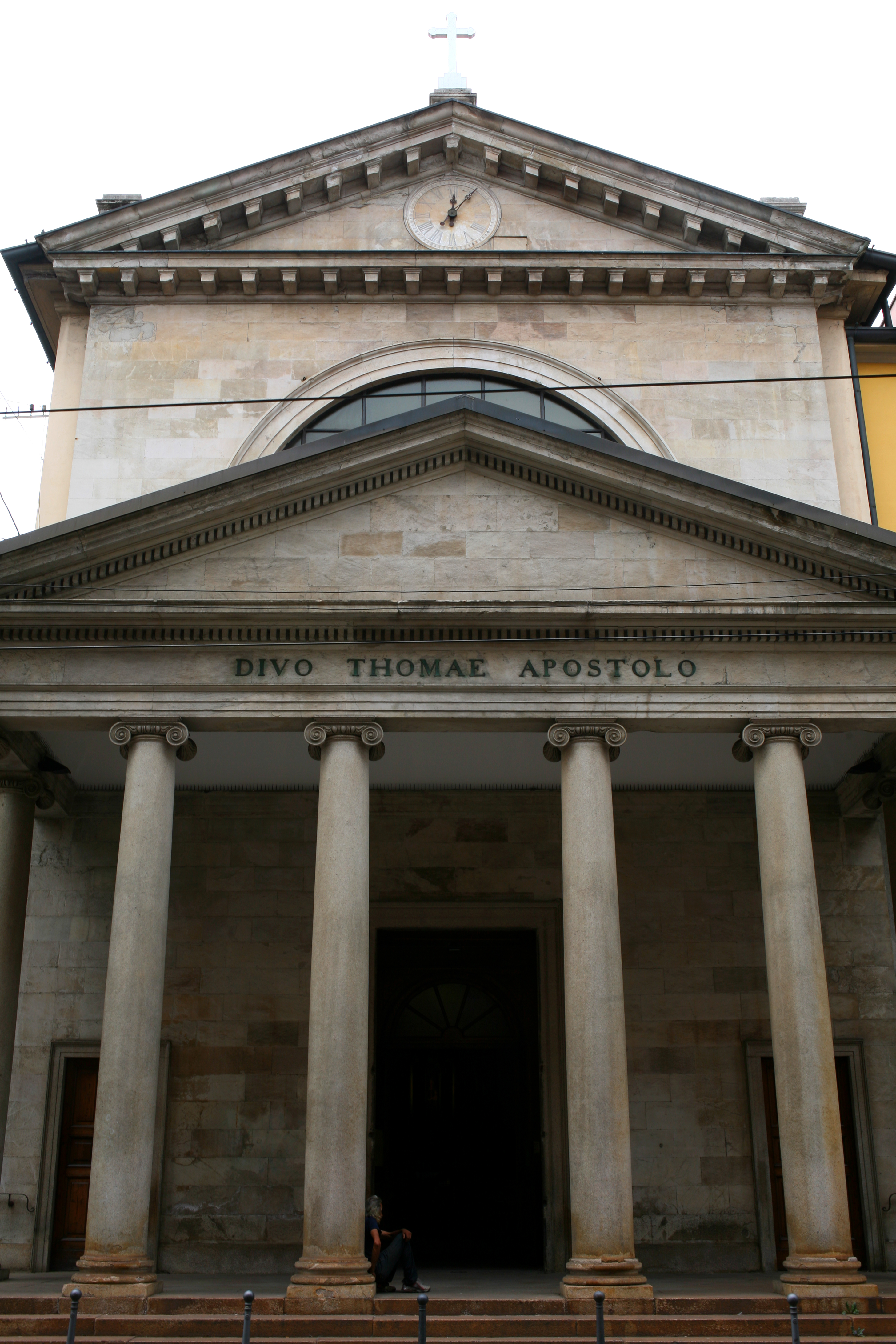
Il pronao
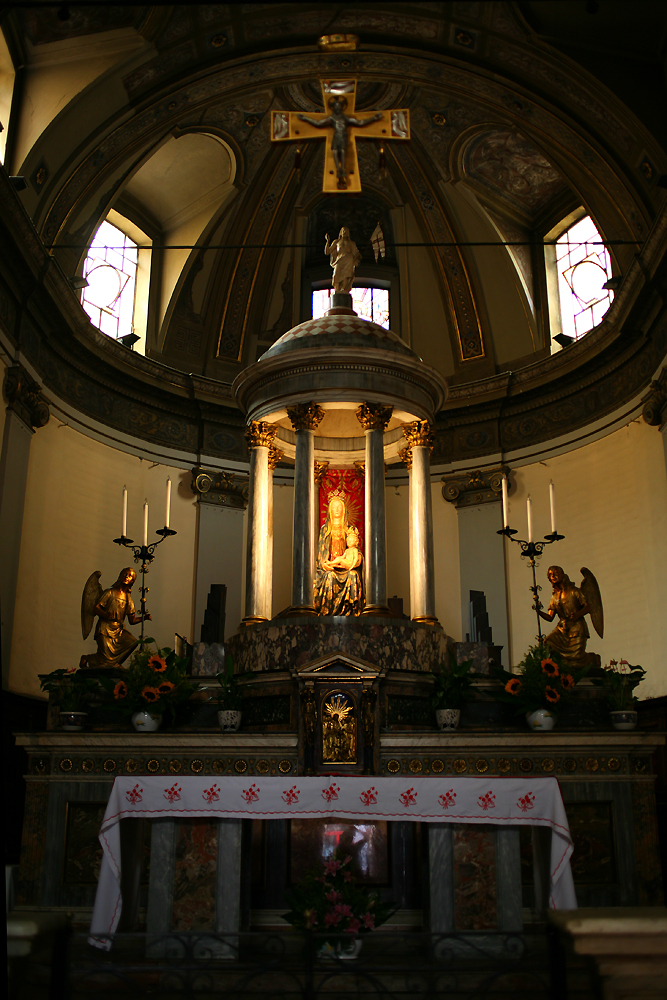
L'altare maggiore
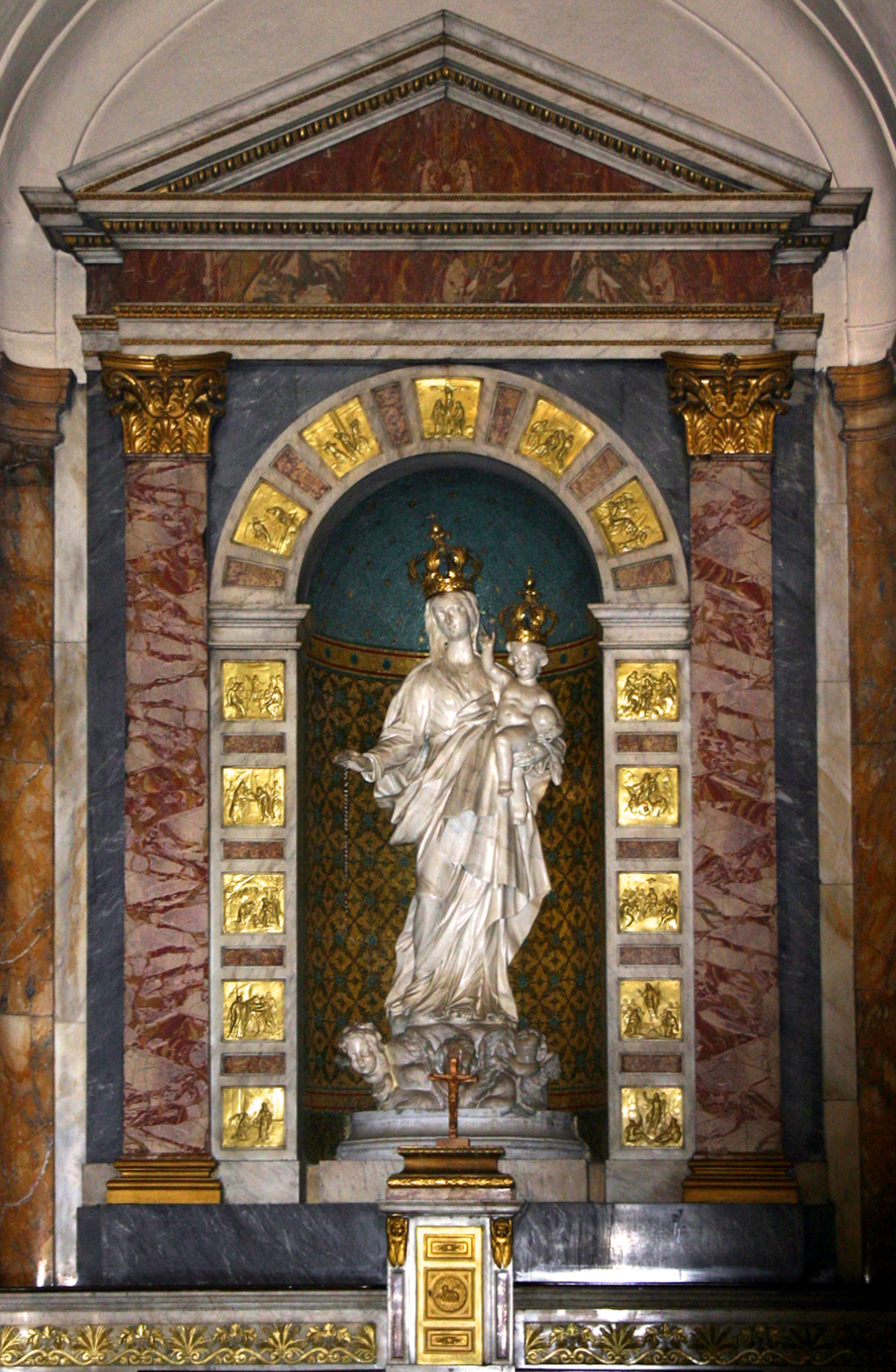
Statua della Vergine
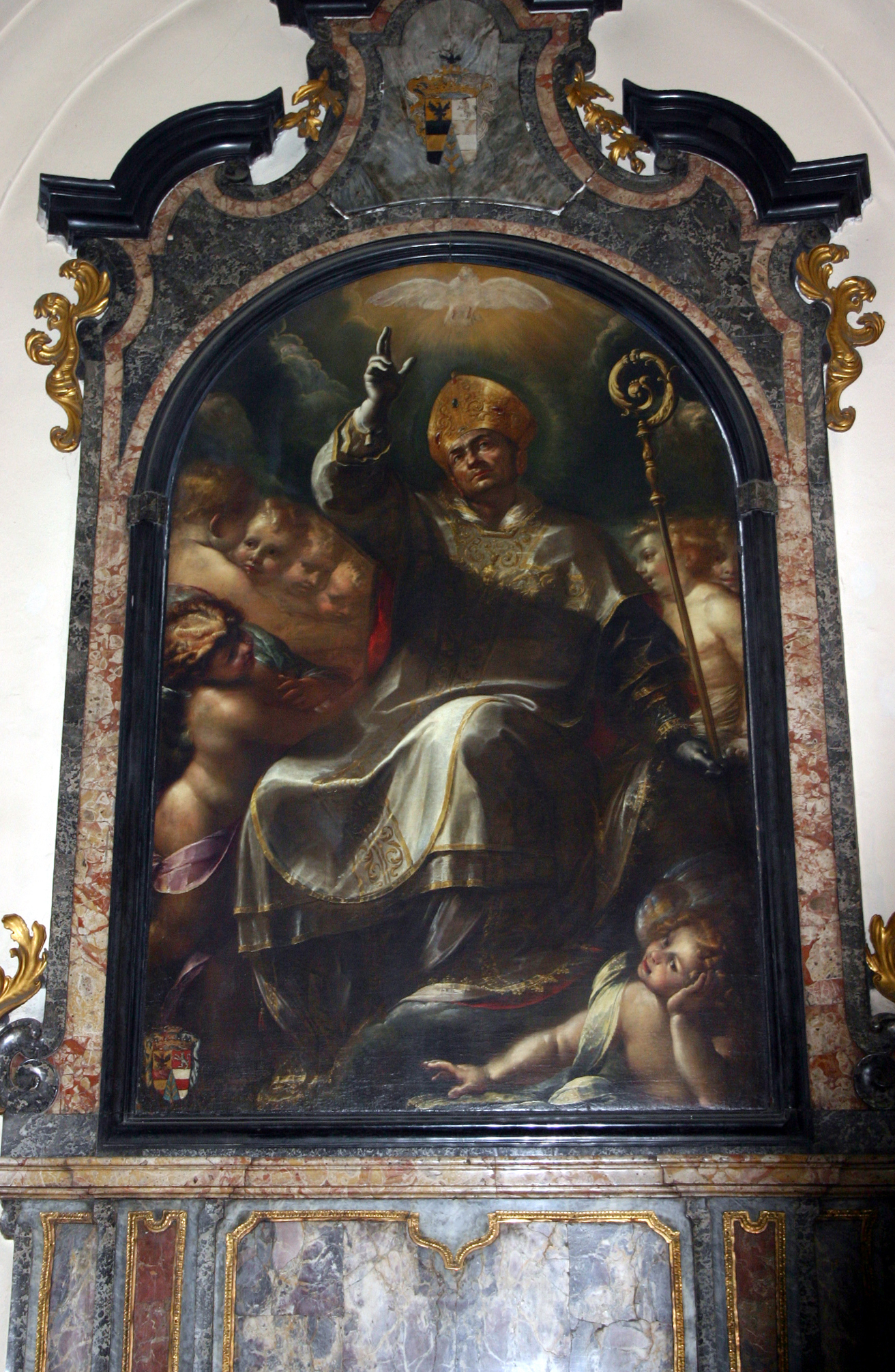
Gloria di San Carlo Borromeo di Giulio Cesare Procaccini (1610)